# Беренгер (герцог Гаскони)
Беренгер (фр. Bérenger, лат. Berengarius) — герцог Гаскони (1032—1036), старший сын Алаузии, дочери Санша VI Гасконского, и графа Ангулема Ильдуина II. Он унаследовал Гасконь после смерти Санша VI в 1032 году.
Эд наследовал Гасконь после смерти своего дяди Санша VI, приняв титул герцога в 1032 году, однако управлял этими землями лишь ограниченным образом, так как до 1036 года правителем Гаскони выступал также Беренгер, провозгласивший себя регентом этих владений от имени Эда.
Архиепископ Жоффруа II Бордосский упоминает Беренгера как Belengarius comes Vuasconiçe ac burdegalensis provinçie. Были попытки отождествить его с графом Барселоны Беренгером Рамоном I, который был женат на сестре Санша, Санше (или Гарсие), но это невозможно.
Беренгер передал Кадожак, который был до того момента в составе Гаскони, архиепископам Бордо.